# Поправка Корвина
Поправка Корвина (англ. Corwin Amendment) — предложенная поправка к Конституции США, разработанная с целью предотвращения гражданской войны после победы Авраама Линкольна на президентских выборах, которая так и не была принята, но, ввиду отсутствия крайнего срока ратификации, теоретически могла быть одобрена законодательными собраниями штатов. Поправка бы защищала рабство от вмешательства Конгресса, отмены или внесения новых поправок в Конституцию. Хотя в слово «рабство» не употребляется в тексте поправки, она была разработана специально для его защиты от федеральной власти.
В декабре 1860 года действующий президент Джеймс Бьюкенен обратился к Конгрессу с просьбой представить «пояснительную поправку» относительно вопроса рабства на фоне разгорающегося кризиса сецессии. В Палате представителей председателем комитета был избран конгрессмен от Огайо Томас Корвин, а в Сенате процесс возглавил Сенатор от Нью-Йорка Уильям Сьюард. 2 марта 1861 года, незадолго до начала гражданской войны и за два дня до инаугурации Линкольна, уходящий 36-й Конгресс после долгих дебатов принял поправку Корвина с целью сохранения Союза. Поправка была принята Конгрессом, но не была ратифицирована необходимым числом законодательных собраний штатов. В своей инаугурационной речи Линкольн отметил одобрение Конгрессом поправки Корвина и заявил, что «не возражает против того, чтобы она была принята в явном и неотменяемом виде».
В период после победы Линкольна на выборах и до начала войны в Конгрессе было предложено несколько компромиссных мер в надежде либо примирить части Соединенных Штатов, либо избежать отделения пограничных штатов. Поправку Корвина поддержали и республиканцы-союзники Линкольна, и уходящий президент Джеймс Бьюкенен, однако она была ратифицирована только в нескольких северных штатах и Кентукки, поправка не смогла достичь своей цели. В конечном итоге, она потеряла актуальность с началом гражданской войны.